# Pierre Tridon
Pierre Tridon est un prêtre et homme politique français né le 30 décembre 1738 à Saint-Gérand-le-Puy (Allier) et décédé le 4 avril 1809 à Varennes-sur-Allier (Allier).
Curé de Rongères, il est député du clergé aux États généraux de 1789 pour la sénéchaussée de Moulins. Il fut l'un des premiers de son ordre à rejoindre le tiers état.

## Sources
- « Pierre Tridon », dans Adolphe Robert et Gaston Cougny, Dictionnaire des parlementaires français, Edgar Bourloton, 1889-1891 [détail de l’édition]